# Đại hội Thể thao Bán đảo Đông Nam Á 1967
Đại hội Thể thao Bán đảo Đông Nam Á 1967, tên gọi chính thức là Đại hội Thể thao Bán đảo Đông Nam Á lần thứ tư, là kỳ đại hội thể thao đa môn khu vực Đông Nam Á, được tổ chức tại Băng Cốc, Thái Lan từ ngày 9 đến ngày 16 tháng 12 năm 1967. Sự kiện quy tụ các quốc gia trong khu vực tranh tài ở 16 môn thể thao, đánh dấu lần đầu tiên số lượng môn thi đấu vượt mốc 15. Ban đầu, Campuchia được dự kiến là quốc gia đăng cai kỳ đại hội này. Tuy nhiên, tương tự như năm 1963, Campuchia một lần nữa từ chối vai trò chủ nhà, nhiều khả năng do những khó khăn về chính trị và tài chính trong nước. Thái Lan tiếp nhận vai trò đăng cai, qua đó trở thành quốc gia đầu tiên tổ chức hai kỳ đại hội SEAP Games, sau lần tổ chức đầu tiên vào năm 1959 – kỳ đại hội khai mạc của phong trào thể thao khu vực. Lễ khai mạc và bế mạc được tổ chức tại Sân vận động Suphachalasai, dưới sự chủ trì của Quốc vương Thái Lan Bhumibol Adulyadej. Với lợi thế sân nhà và nền thể thao phát triển hàng đầu khu vực, Thái Lan tiếp tục khẳng định vị thế khi dẫn đầu bảng tổng sắp huy chương. Đoàn thể thao Singapore giành vị trí thứ hai, trong khi Malaysia xếp thứ ba.

## Đoàn thể thao tham dự
- Miến Điện
- Lào
- Malaysia
- Singapore
- Việt Nam Cộng hòa
- Thái Lan (chủ nhà)

## Bảng tổng sắp huy chương
| Hạng               | Đoàn               | Vàng | Bạc | Đồng | Tổng số |
| ------------------ | ------------------ | ---- | --- | ---- | ------- |
| 1                  | Thái Lan (THA)     | 77   | 48  | 40   | 165     |
| 2                  | Singapore (SIN)    | 28   | 31  | 28   | 87      |
| 3                  | Malaysia (MAL)     | 23   | 29  | 43   | 95      |
| 4                  | Miến Điện (BIR)    | 11   | 26  | 32   | 69      |
| 5                  | Việt Nam (VIE)     | 6    | 10  | 17   | 33      |
| 6                  | Lào (LAO)          | 0    | 0   | 0    | 0       |
| Tổng số (6 đơn vị) | Tổng số (6 đơn vị) | 145  | 144 | 160  | 449     |

## Môn thể thao
- Bắn súng  (chi tiết)

- Bóng bàn  (chi tiết)

- Bóng bầu dục liên minh  (chi tiết)

- Bóng chuyền  (chi tiết)

- Bóng đá  (chi tiết)

- Bóng rổ  (chi tiết)

- Cầu lông  (chi tiết)

- Cầu mây  (chi tiết)

- Cử tạ  (chi tiết)

- Điền kinh  (chi tiết)

- Judo  (chi tiết)

- Quần vợt  (chi tiết)

- Quyền anh  (chi tiết)

- Thể thao dưới nước  (chi tiết)

- Thuyền buồm  (chi tiết)

- Xe đạp  (chi tiết)